# Adolf Rubi
Adolf Rubi född 12 januari 1905 i Grindelwald, död 23 april 1988 i Unterseenvar en schweizisk längdåkare. Han var med i de Olympiska vinterspelen 1928 i nordisk kombination där han kom på 11:e plats.